# Carbajales de Alba
Carbajales de Alba è un comune spagnolo di 695 abitanti situato nella comunità autonoma di Castiglia e León.